# العلاقات البوتانية العمانية
العلاقات البوتانية العمانية هي العلاقات الثنائية التي تجمع بين بوتان وسلطنة عمان.

## مقارنة بين البلدين
هذه مقارنة عامة ومرجعية للدولتين:
| وجه المقارنة                                              | بوتان          | سلطنة عمان    |
| --------------------------------------------------------- | -------------- | ------------- |
| المساحة (كم2)                                             | 38.39 ألف      | 309.50 ألف    |
| عدد السكان (نسمة)                                         | 807.61 ألف     | 4.64 مليون    |
| الكثافة السكانية (ن./كم²)                                 | 21.04          | 14.99         |
| العاصمة                                                   | تيمفو          | مسقط          |
| اللغة الرسمية                                             | لغة دزونكا     | اللغة العربية |
| العملة                                                    | نغولترم بوتاني | ريال عماني    |
| الناتج المحلي الإجمالي (بليون دولار)                      | 2.51 مليار     | 72.64 مليار   |
| الناتج المحلي الإجمالي (تعادل القوة الشرائية) بليون دولار | 6.49 مليار     | 179.49 مليار  |
| الناتج المحلي الإجمالي الاسمي للفرد دولار أمريكي          | 2.66 ألف       | 15.55 ألف     |
| الناتج المحلي الإجمالي للفرد دولار أمريكي                 | 7.82 ألف       | 38.63 ألف     |
| مؤشر التنمية البشرية                                      | 0.605          | 0.793         |
| رمز المكالمات الدولي                                      | +975           | +968          |
| رمز الإنترنت                                              | .bt            | عمان          |
| المنطقة الزمنية                                           | ت ع م+06:00    | ت ع م+04:00   |

## منظمات دولية مشتركة
يشترك البلدان في عضوية مجموعة من المنظمات الدولية، منها:
| علم المنظمة | اسم المنظمة                        | تاريخ انضمام بوتان | تاريخ انضمام سلطنة عمان |
| ----------- | ---------------------------------- | ------------------ | ----------------------- |
|             | وكالة ضمان الاستثمار متعدد الأطراف | 21 أكتوبر 2014     | 1989                    |
|             | منظمة الشرطة الجنائية الدولية      | ?                  | ?                       |
|             | منظمة حظر الأسلحة الكيميائية       | ?                  | ?                       |
|             | الأمم المتحدة                      | 21 سبتمبر 1971     | 7 أكتوبر 1971           |
|             | مؤسسة التمويل الدولية              | 1 ديسمبر 2003      | 1973                    |
|             | يونسكو                             | 13 أبريل 1982      | 10 فبراير 1972          |
|             | مؤسسة التنمية الدولية              | 28 سبتمبر 1981     | 1973                    |
|             | البنك الدولي للإنشاء والتعمير      | 28 سبتمبر 1981     | 1971                    |
|             | الاتحاد البريدي العالمي            | ?                  | ?                       |
|             | الاتحاد الدولي للاتصالات           | 15 سبتمبر 1988     | 28 أبريل 1972           |

## وصلات خارجية
- موقع وزارة الخارجية البوتانية
- موقع وزارة الخارجية العمانية